# Silt’e jezik
Silt’e jezik (ISO 639-3: stv; istočni gurage; selti, silte, silti; east gurage), jedan od južnoetiopskih jezika kojim govori 1 000 000 ljudi (2007) južno od Addis Ababe u Etiopiji. Srodan je jeziku wolane [wle] koji se donedavno smatrao za njegov dijalekt.
Pripadnici etničke grupe također se zovu Silt’e, a naseljeni su u zoni Silt’e, unutar granica Regije Južnih naroda, narodnosti i etničkih grupa. Pismo etiopsko.